# Меморіальні та анотаційні дошки Харкова

## Анотаційні дошки про назву вулиці або зведення будівлі
| Зображення | На честь кого, чого чи якої події | Адреса                                                                             | Дата встановлення |
|            | 23 серпня 1943 року, дня, коли СРСР проголосив «звільнення Харкова від нацистської окупації» | вул. 23 серпня, 26                                                                 |                   |
|            | Ахсарова Енвера Бімболатовича | вул. Ахсарова, 18                                                                  |                   |
|            | Бакуліна Івана Івановича | просп. Науки, 11                                                                   |                   |
|            | Гуданова Євгена Олексійовича, Героя Радянського Союзу. | вул. Гуданова, 1                                                                   | серпень 1966      |
|            | Дзюби Петра Петровича, Героя Радянського Союзу, активного учасника визволення Харкова від німців. | просп. Дзюби, 2                                                                    |                   |
|            | Квітки-Основ'яненка Григорія Федоровича, українського письменника. | м-н Конституції, 11/13                                                             |                   |
|            | Китаєнка Антона Макаровича, радянського діяча підпілля у роки німецько-радянської війни. | вул. Китаєнка, 3б                                                                  |                   |
|            | Ляпунова Олександра Михайловича, російського математика і механіка, академіка. | просп. Науки, 22                                                                   |                   |
|            | Убийвовк Олени Костянтинівни, героя Радянському Союзу, в часи німецько-радянської війни — підпільниця, керівник комсомольської молодіжної організації «Нескорена полтавчанка».' | вул. Клочківська, 330                                                              |                   |
|            | Яроша Отакара | просп. Науки, 27/23                                                                |                   |
|            | Фісановича Ізраїля Ілліча, на честь якого названо вулицю. | Салтівське шосе, 63 (вул. Фісановича, 2)                                           |                   |
|            | Магомету Караєву, на честь якого названо шляхопровід через залізницю. | вул. Полтавський Шлях                                                              | Травень 1980 р.   |
|            | Анотаційні дошки Залопанської пожежної частини, найстарішої на території України. Встановлені на честь 175-річчя пожежної охорони м. Харкова. | вул. Полтавський Шлях, 50                                                          |                   |
|            | На дошці написано: рос. Харьковское городское профессионально-техническое училище № 25 построено коллективом УНР-427 Ордена Ленина строительно-монтажного треста № 86 Главхарьковстроя с участием субподрядных организаций Минспецстроя УССР ХСУ-401, ХСУ-402 треста "Южэлектромонтаж", ХСУ-541 треста Сантехмонтаж-60 при активной помощи учащихся ГПТУ № 8. Училище открыто 7 октября 1966 года. | Салтівське шосе, 123                                                               |                   |
|            | На дошці написано: рос. Дом построен всеукраинским строительным акционерным товариществом «Индустрой» 1926-1927 г.г. | вул. Глобинська, 7                                                                 |                   |
|            | На дошці написано: Споруджено за проектом академіка архітектури Бекетова О. М. у 1901 р. | пров. Короленка, 18 (Харківська державна наукова бібліотека імені В. Г. Короленка) |                   |

## Меморіальні дошки

### На честь людей
| Зображення | Кому присвячено, короткі відомості | Адреса                                                                                          | Дата встановлення                                       |
|            | Колишнім мешканцям будинку «Слово»: українським письменникам та поетам. | вул. Культури, 9                                                                                | 26 серпня 2003 року                                     |
|            | Абросімову Костянтину Пилиповичу, ведучому конструктору танку Т-34 | вул. Алчевських, 37                                                                             | 2003                                                    |
|            | Алчевській Христині Данилівні, видатному педагогу, засновниці жіночої недільної школи в Харкові. Будинок недільної школи споруджений у 1896 р. за проектом академіка Бекетова О. М. | вул. Жон Мироносиць, 9 (Виставковий зал Харківського художнього музею)                          |                                                         |
|            | Андоньєву Сергію Михайловичу, який працював у цьому будинку. | просп. Науки, 9                                                                                 | 22.07.2011                                              |
|            | Андрійку Миколі Матвійовичу, Герою Радянського Союзу. | проспект Героїв Харкова, 2/2                                                                    | 26.10.2012                                              |
|            | Багалію Дмитру Івановичу, українському історику, філософу та громадському діячу, який жив у цьому будинку з 1899 по 1932 рік. | вул. Багалія, 9                                                                                 |                                                         |
|            | Барабашову Миколі Павловичу, радянському астроному, академіку. | вул. Григорія Сковороди, 67/69                                                                  |                                                         |
|            | Бережному Анатолію Семеновичу, українському хіміку і технологу, академіку АН УРСР. | вул. Гуданова, 18 (Український науково-дослідний інститут вогнетривів ім. А. С. Бережного)      |                                                         |
|            | Березюку Володимиру Володимировичу, солдату, який загинув виконуючи обов'язок. | Військова частина радіотехнічних військ                                                         | 28 квітня 2012 року                                     |
|            | Березюку Володимиру Володимировичу, солдату, який загинув виконуючи обов'язок. | вул. Світла, 39А                                                                                | 28 квітня 2012.                                         |
|            | Бесєдіну Сергію Фотійовичу, видатному українському художнику і педагогу, заслуженому діячу мистецтв України, який з 1943 по 1996 рік працював у цьому будинку. | вул. Культури, 9                                                                                |                                                         |
|            | Бєлоусову Володимиру Олександровичу; в цьому будинку — колишній педіатричній клініці медичного інституту — у 1917—1941 рр. та 1944—1971 рр. працював видатний український педіатр, заслужений діяч науки Української РСР, член-кореспондент АМН СРСР і професор. | вул. Данилевського, 7                                                                           |                                                         |
|            | Бикову Леоніду Федоровичу. | вул. Культури, 12                                                                               | 23 лютого 2002 р.                                       |
|            | Бикову Леоніду Федоровичу, українському актору, режисеру і сценаристу. | вул. Сумська, 9 (Харківський академічний український драматичний театр імені Тараса Шевченка)   |                                                         |
|            | Бібіку Валентину Савичу, українському композитору, педагогу. | вул. Михайля Семенка, 16; скульптор Ельданиз Гурбанов                                           |                                                         |
|            | Білоконю Кузьмі Филимоновичу, Герою Радянського Союзу. | Автострадна набережна, 5                                                                        | 28 серпня 2013 року                                     |
|            | Блінову Владиславу Євгенійовичу, українському військовому . | вул. Гвардійців-Широнінців, 5-г                                                                 | 20 листопада 2017                                       |
|            | Бокаріусу Миколі Миколайовичу, українському вченому-правознавцю. | вул. Дмитрівська, 14/16                                                                         |                                                         |
|            | Бондаренко Михайлу Федоровичу, українському вченому, ректору ХНУРЕ. | просп. Науки, 14                                                                                |                                                         |
|            | Борисову Валентину Тихоновичу, українському композитору. | вул. Культури, 3                                                                                |                                                         |
|            | Брандту Олександру Федоровичу, засновнику і першому керівнику Харківського зоопарку. | вул. Сумська, 35 (Харківський зоопарк)                                                          |                                                         |
|            | Брауде Семену Яковичу, українському радіофізику і радіоастроному. | вул. Мистецтв, 4 (нині Радіоастрономічний інститут НАН України)                                 |                                                         |
|            | Бугайцю Анатолію Олександровичу. | пров. Вірменський, 1/3                                                                          |                                                         |
| немає      | Буганову Гаджи Османовичу, Герою Радянського Союзу, який жив у цьому будинку до 1987 року. | просп. Науки, 48                                                                                |                                                         |
|            | Буланкіну Івану Миколайовичу, українському радянському біохіміку, академіку АН УРСР | вул. Гуданова, 9/11                                                                             | 12 лютого 2002                                          |
|            | Валяшку Миколі Овксентійовичу, видатному вченому, доктору хімічних і доктору фармацевтичних наук. | вул. Кирпичова, 21, (хімічний корпус Харківського політехнічного інституту)                     |                                                         |
|            | Валяшку Миколі Овксентійовичу | вул. Григорія Сковороди, 53, (Національний фармацевтичний університет)                          |                                                         |
|            | Василевському Петру Лук'яновичу, герою СРСР | вул. Сумська, 94                                                                                |                                                         |
|            | Васильківському Сергію Івановичу, українському живописцю, видатному пейзажисту. | вул. Жон Мироносиць, 11 (Харківський художній музей)                                            |                                                         |
|            | Вернадському Володимиру Івановичу, українському філософу, природознавцю і мислителю, академіку, який навчався в цьому будинку, в першій чоловічій гімназії у 1873—1876 рр. | проспект Героїв Харкова, 24                                                                     | 27 листопада 2018                                       |
|            | Ветухову Василю Михайловичу, організатор, перший настоятель Свято-Пантелеймонівського храму, протоірей, засновник Харківської школи для глухонімих дітей. | вул. Клочківська, 94 (Свято-Пантелеймонівський храм)                                            |                                                         |
|            | Вєркіну Борису Ієремійовичу, видатному вченому-фізику, який жив з 1971 по 1990 роки в цьому будинку. | вул. Алчевських, 6                                                                              |                                                         |
|            | Вєркіну Борису Ієремійовичу, видатному вченому-фізику, засновнику фізико-техничного інституту низьких температур АН УРСР, який працював з 1960 по 1990 роки в цьому будинку. | просп. Науки, 47                                                                                |                                                         |
|            | Воробйову Володимиру Петровичу, видатному вченому, професору анатомії. | Пр. Науки, 4                                                                                    |                                                         |
|            | Вяткіну Олександру Васильовичу, художнику і педагогу. | вул. Михайля Семенка, 33б                                                                       |                                                         |
|            | Гайдамаці Петру Даниловичу, українському композиторові і диригенту. | вул. Максиміліанівська, 9                                                                       |                                                         |
|            | Гельфериху Максиміліану Християновичу, промисловцю і меценату. | проспект Героїв Харкова, 145                                                                    |                                                         |
|            | Гіршману Леонарду Леопольдовичу, вченому-офтальмологу, лікарю, педагогу, який працював у цій лікарні. | вул. Олеся Гончара, 5 (Харківська міська клінічна лікарня № 14)                                 |                                                         |
|            | Гіршману Леонарду Леопольдовичу, вченому-офтальмологу, лікарю, педагогу, який мешкав у цьому будинку. | вул. Гіршмана, 5                                                                                | 1995                                                    |
|            | Гончару Олесю Терентійовичу, українському письменнику, який навчався у Харківському університеті в 1938-41 рр. | вул. Університетська, 23                                                                        | 1997 рік, ск. Якубович С. А.                            |
|            | Готлібу Емануїлу Давидовичу. | вул. Данилевського, 22                                                                          |                                                         |
|            | Григоренку Петру Григоровичу, радянському генералу, правозахиснику | вул. Григорія Сковороди, 79                                                                     | 18 жовтня 2017 року                                     |
|            | Григор'єву Сергію Петровичу, українському ренгенологу | вул. Григорія Сковороди, 82                                                                     |                                                         |
|            | Григор'єву Фомі Никифоровичу, Герою Радянського Союзу. | проспект Героїв Харкова, 102/112                                                                | 13 травня 2013                                          |
|            | В пам'ять зустрічі Гулака-Артемовського Петра Петровича і Адама Міцкевича. | вул. Університетська, 16                                                                        |                                                         |
|            | Гуревичу Михайлу Йосиповичу, радянському авіаконструктору. | вул. Кирпичова, 21, (кафедра «Гідравлічні машини» Харківського політехнічного інституту)        |                                                         |
|            | Давиденко Василю Федоровичу, педагогу, засновнику приватної чоловічої гімназії | Харківська наб., 4                                                                              |                                                         |
|            | Данилову Олексію Степановичу, радянському військовику, Герою Радянського Союзу | вул. Полтавський Шлях, 177                                                                      | 14 серпня 2013                                          |
|            | Дідіку Данилу Андрійовичу кавалеру ордена За мужність III ступеня та Мельникову Василю Олександровичу герою України, які навчалися у школі № 11 | вул. Василя Мельникова, 7 (Харківський ліцей № 11 ім. Данила Дідіка)                            | 19 червня 2018 року                                     |
|            | Довженку Олександру Петровичу, видатному українському письменнику та кінорежисеру, який жив у цьому будинку в 1923—1926 рр. | вул. Григорія Сковороди, 62 (Обласний центр народної творчості)                                 |                                                         |
|            | Дринову Марину Степановичу, видатному історику і громадському діячеві, який працював у цьому будинку з 1873 по 1906 рік. | вул. Університетська, 23                                                                        |                                                         |
|            | Янісу Ендзелінсу, видатному латиському мовознавцю, який працював у цьому будинку з 1909 по 1920 рік. | вул. Університетська , 23                                                                       |                                                         |
|            | Мігелю Ернандесу, видатному іспанському поетові і драматургу XX століття. | вул. Сумська, 44/2                                                                              |                                                         |
|            | Естрович Віктор Абрамович мешкав у будинку № 3 на вулиці Алчевських з 1928 по 1941 роки | вул. Алчевських, 3                                                                              |                                                         |
|            | Жменьку В'ячеславу Миколайовичу, заслуженому тренеру України з греко-римської боротьби, почесному майстрові спорту СРСР. | вул. Дмитра Коцюбайла, 2б                                                                       | 2 червня 2016 р.                                        |
|            | Зайцеву Володимиру Терентійовичу, видатному хірургу. | вул. Сумська, 48                                                                                |                                                         |
|            | Загоровському Юрію Івановичу, «В цій будівлі у 1952—2009 рр. працював заслужений машинобудівник України, Лауреат Державної премії, директор Харківського приладобудівного заводу ім. Т. Г. Шевченка». | вул. Москалівська, 99                                                                           |                                                         |
|            | Залюбовському Іллі Івановичу, українському вченому-фізику. | м-н Свободи, 4 (ХНУ ім. В. Н. Каразіна)                                                         | 15 червня 2016 р., ск. О. Рідний                        |
|            | Захарову Володимиру Валентиновичу, майстру спорту міжнародного класу зі скелелазіння, який тренувався у спорткомплексі «Кіровець» з 1989 по 2004 рік. | вул. Івана Камишева, 26 (Спорткомплекс «Турбініст»)                                             |                                                         |
|            | Зворикіну Костянтину Олексійовичу, професору; декану механічного факультету (1898—1904), ректору Київського політехнічного інституту (1904—1905); завідувачу науково-дослідної кафедри механічної технології (1922—1927). | вул. Кирпичова, 21 (лабораторний корпус Харківського політехнічного інституту)                  | 14 травня 2001 року                                     |
|            | Зубу Віталію Микитовичу, українському футболісту та тренеру. | вул. Клочківська, 99                                                                            | 27 грудня 2018                                          |
|            | Іванову Віктору Євгеновичу, українському вченому-фізику. | вул. Михайля Семенка, 20                                                                        |                                                         |
|            | Івашку Володимиру Антоновичу, українському радянському державному діячеві. | просп. Науки, 14                                                                                |                                                         |
|            | Івченку Олександру Георгійовичу, радянському авіаконструктору; члену АН УРСР; керівнику розробки поршневих, пізніше турбореактивних двигунів для багатьох типів літаків, який у 1930-1935 рр. навчався у цьому будинку. | вул. Кирпичова, 21                                                                              | 6 вересня 1991 року                                     |
|            | Іліаді Ксенії Олександрівні, лікарю-фтизіатру. | вул. Потебні, 16                                                                                | ск. Г. Мартиросян, 12 жовтня 2012                       |
|            | Каразіну Василю Назаровичу, видатному просвітнику, засновнику Харківського університету. | м-н Свободи, 4                                                                                  | 1996 рік, ск. Васильєва Ю. В.                           |
|            | Каразіну Василю Назаровичу. | вул. Університетська, 12                                                                        | ск. Рідний О. М., арх. Каменський В. І.                 |
|            | Катеринчуку Олексію Петровичу, заслуженому працівнику житлово-комунального господарства, голові ЦК галузевої профспілки. | проспект Героїв Харкова, 96а                                                                    |                                                         |
|            | Клебанову Дмитру Львовичу, українському композитору і педагогу, заслуженому діячеві мистецтв УРСР. | вул. Манізера, 5                                                                                |                                                         |
|            | Ковачу Ігорю Костянтиновичу, композитору та педагогу. | вул. Майка Йогансена, 20                                                                        | 25 жовтня 2004                                          |
|            | Козероса Валерія Володимировича, учасник Афганської війни. | Салтівське шосе, 61                                                                             |                                                         |
|            | Комаренко Володимиру Андрійовичу, українському диригенту і музично-громадському діячу. | вул. Москалівська, 142                                                                          |                                                         |
|            | Кондратюку Юрію Васильовичу, українському радянському вченому, одному із засновників космонавтики, який у 1933—1934 рр. працював в інституті Променергетики, що знаходився на цьому місці. | вул. Сумська, 36/38                                                                             |                                                         |
|            | Константинопольському Адольфу Марковичу, українському живописцю, педагогу, народному художнику України, який з 1953 по 1993 роки працював у цьому будинку. | вул. Культури, 20                                                                               |                                                         |
|            | Коржу Олексію Олександровичу, ортопеду-травматологу, академіку НАН України. | вул. Григорія Сковороди, 80                                                                     | 20 вересня 2011                                         |
|            | Коріньку Івану Васильовичу, науковцю у галузі водного господарства. | Ювілейний просп., 28-А                                                                          | 21 серпня 2017                                          |
|            | Котляру Євгену Миколайовичу, активісту Євромайдану, Герою Небесної сотні. | просп. Науки, 14 (Харківський національний університет радіоелектроніки)                        | 19 лютого 2016 р.                                       |
|            | Кошкіну Михайлові Іллічу, видатному радянському конструктору, автору танка Т-34, який жив у цьому будинку в 1936—1940 рр. | вул. Григорія Сковороди, 54                                                                     |                                                         |
|            | Крайнєву Володимиру Всеволодовичу, піаністу, музичному педагогу, громадськрму діячу. Народному артисту СРСР і РРФСР, лауреату Державної премії СРСР, професору Ганноверської Вищої школи музики, почесному громадянину Харкова. | вул. Благовіщенська, 19                                                                         | 22 березня 2012 року                                    |
|            | Кричевському Василю Григоровичу, українському мистецтвознавцю і митцю, автору малого державного герба України. | вул. Сумська, 18/20                                                                             | 21 серпня 2008 року.                                    |
|            | Крушельницькому Мар'яну Михайловичу, режисеру, актору, народному артисту СРСР (1944), професору, одному із фундаторів українського театру, який працював у цьому будинку у 1926-1952 роках. | вул. Сумська, 9 (Харківський академічний український драматичний театр імені Тараса Шевченка)   |                                                         |
|            | Ксинкіну Олексію Миколайовичу, Герою Радянського Союзу. | вул. Дмитра Коцюбайла, 2                                                                        | 2013 рік                                                |
|            | Курбасу Лесю (Олександру Степановичу), видатному українському режисеру, актору, засновнику театру Березіль. | вул. Сумська, 9 (Харківський академічний український драматичний театр імені Тараса Шевченка)   | 1989 рік                                                |
|            | Кушнарьову Євгену Петровичу, українському політику, колишньому голові адміністрації Президента України (1996—1998) та голові Харківської обласної державної адміністрації (2000—2004). У відкритті дошки брали участь голова Партії регіонів Віктор Янукович, голова Харківської міської ради Михайло Добкін, голова Харківської обласної ради Василь Салигін, син Кушнарьова — Андрій, народні депутати України Дмитро Шенцев, Інна Богословська, Тарас Чорновіл та інші. Автор — скульптор Сейфаддін Гурбанов. Барельєф виконаний з бронзи, дошка — з граніту, а на створення меморіальної дошки було потрібно декілька днів. Барельєф створювався за фотографіями Є. Кушнарьова з його ж книги «100 кроків по Харківській землі». Дозвіл на встановлення дошки надала Харківська міська рада 5 грудня 2007 року. | м-н Конституції, 7 (Будинок Харківської міської ради)                                           | 17 січня 2008 року                                      |
|            | Левіну Євгену Нісоновичу, художнику. | вул. Культури, 12                                                                               | 2012                                                    |
|            | Євгену Лисенко, народному артисту України, професору. | вул. Майка Йогансена, 18А                                                                       | 16 травня 2003                                          |
|            | Луценка Павла Кіндратовича, ректора Харківської консерваторії | м-н Конституції, 11/13                                                                          |                                                         |
|            | Лобова Сергія Миколайовича, учасника Війни на Сході України. | просп. Байрона, 171Б, Харківська гімназія № 82                                                  | 11 жовтня 2017 року                                     |
|            | Майстренко Володимиру Микитовичу, Герою Радянського Союзу. | просп. Петра Григоренка, 5/1                                                                    |                                                         |
|            | Малій Любові Трохимівні, доктору медичних наук, професору, академіку НАН України. | просп. Науки, 4                                                                                 | 15 квітня 2004 року                                     |
|            | Малікову Валерію Васильовичу, голові СБУ. | вул. Культури, 23                                                                               | 16 березня 2008 року, скульптор Олександр Рідний        |
|            | Малюку Григорію Вікторовичу, організатору промислового виробництва України. | вул. Сумська, 82                                                                                | 24 листопада 2008                                       |
|            | Масельському Олександру Степановичу, українському політику. | м-н Свободи, 5, (Держпром), 8-й під'їзд                                                         |                                                         |
|            | Мартиновичу Порфирію Денисовичу, українському художнику, етнографу і фольклористу, який навчався в цьому будинку, в першій чоловічій гімназії у 1867—1869 рр. | проспект Героїв Харкова, 24                                                                     | 15 квітня 2011 року.                                    |
|            | Мацу Григорію Зельмановичу, герою СРСР | вул. Гуданова, 9/11                                                                             | 25 жовтня 2016                                          |
| немає      | Мисику Василю Олександровичу, видатному українському радянському поету і перекладачу, який жив і працював в цьому будинку з 1960 по 1983 роки | вул. Олександра Олеся, 3                                                                        |                                                         |
|            | Мішону Олександру Михайловичу, родоначальнику азербайджанського кіно, який працював в цьому будинку у 1883—1884 роках | пров. Слюсарний, 1                                                                              | 18 травня 2013                                          |
|            | Міхновському Миколі Івановичу, українському політичному і громадському діячеві, ідеологу державної самостійності України. | вул. Університетська, 16                                                                        | 24 серпня 2003 року.                                    |
|            | Мовсесяну Георгію Вікторовичу, російському композитору вірменського походження, який народився 2 серпня 1945 р. у Харкові. На відкритті були присутні заступник голови Спілки вірмен України Мері Акопян, голова вірменської національної громади в Харкові Армаіс Оганесян, керівництво райадміністрації. | вул. Полтавський Шлях, 51                                                                       | 27 серпня 2013 року                                     |
|            | Молохову Миколі Олександровичу, організатору і головному лікарю Харківської станції швидкої медичної допомоги | вул. Конторська, 41 (Управління станції швидкої медичної допомоги)                              | 23 квітня 2004 р.                                       |
|            | Морозову Олександру Олександровичу, радянському конструктору танків, який жив у цьому будинку в 1951—1979 рр. | вул. Григорія Сковороди, 54                                                                     |                                                         |
|            | Морозову Олександру Олександровичу | вул. Кирпичова, 21 (НТУ «ХПІ», кафедра колісних та гусеничних машин ім. О. О. Морозова.)        |                                                         |
|            | Музиці Віталію Миколайовичу, який навчався у цьому будинку. | вулиця Чернишевська, 94                                                                         | 20 вересня 2017                                         |
|            | В пам'ять Фрітьйофа Нансена, норвезького вченого, мандрівника, громадського діяча. | вул. Жон Мироносиць, 11 (Харківський художній музей)                                            |                                                         |
|            | Нікітіну Володимиру Костянтиновичу, головному конструктору рекордно-гоночних автомобілів ХАДІ. | вул. Ярослава Мудрого, 25                                                                       | 11 травня 2018                                          |
|            | Ольховському Олексію Петровичу, який започаткував у Харкові пивоваріння сучасного типу. | проспект Героїв Харкова, 135а                                                                   |                                                         |
|            | Осадчуку Володимиру Олександровичу, почесному енергетику, академіку. | просп. Науки, 9                                                                                 |                                                         |
|            | Павловському Рафаілу Семеновичу, радянському офіцеру, Герою Радянського Союзу, в роки радянсько-німецької війни командиру батареї 134-го артилерійського полку 172-ї стрілецької дивізії 13-ї армії 1-го Українського фронту, старшому лейтенанту, який мешкав у цьому будинку з 1970-го по 1989 рік. | вул. Бориса Чичибабіна, 3                                                                       |                                                         |
|            | Петрову Сергію Мануїловичу, заслуженому архітекторові України, професору, викладачу. | вул. Мироносицька, 69                                                                           | 18 червня 2014 р., ск. В. Гавриш                        |
|            | Петросяну Олександру Петровичу, заслуженому діячеві мистецтв України. | вул. Григорія Сковороди, 79                                                                     |                                                         |
|            | Пилипенку Сергію Володимировичу, українському письменнику і громадському діячеві. | Павлівський майдан, 4                                                                           | 21 червня 1998 року, ск. Пилипенко-Кардиналовська М. С. |
|            | Погорелку Олександру Костянтиновичу, науковцю та громадському діячеві. | вул. Гіршмана, 9А                                                                               |                                                         |
|            | Погорєлову Олексію Васильовичу, видатному математику, академіку, який працював у Харківському університеті. | м-н Свободи, 4                                                                                  |                                                         |
|            | Поженяну Григорію Михайловичу, російському поету, який народився 20 вересня 1922 р. у Харкові. На відкритті були присутні заступник голови Спілки вірмен України Мері Акопян, голова вірменської національної громади в Харкові Армаіс Оганесян, керівництво райадміністрації. | пров. Кравцова, 8                                                                               | 27 серпня 2013 року                                     |
|            | Покусу Івану Івановичу, генерал-майору міліції, визначному організатору Динамівського руху в Харківській області. | вул. Динамівська, 3                                                                             |                                                         |
|            | Потебні Олександру Опанасовичу, філологу, етнографу, громадському діячеві, який жив на цій вулиці в буд. № 4. | вул. Потебні, 1                                                                                 | 1985 р.                                                 |
|            | Потоцькому Северину, першому опікуну Харківського університету, видатному державному і громадському діячеві. | вул. Університетська, 23                                                                        |                                                         |
|            | Проскурі Георгію Федоровичу, видатному українському вченому в галузі аерогідродинаміки і гідромашинобудування. | вул. Кирпичова, 21 (НТУ «ХПІ», кафедра «Гідравлічні машини» ім. Г. Ф. Проскури                  |                                                         |
|            | Проскурі Георгію Федоровичу. | вул. Мистецтв, 4 (нині Радіоастрономічний інститут НАН України)                                 |                                                         |
|            | Рубинському Костянтину Івановичу, бібліотекарю, бібліографу, бібліотекознавцю, перекладачу, який працював у цьому будинку з 1902 по 1930 рр. | вул. Університетська, 23                                                                        |                                                         |
|            | Савченко Олександру Дмитровичу, учаснику Афганської війни. | вул. Іллі Коваля, 21                                                                            |                                                         |
|            | Свідзінському Володимиру Євтимовичу, українському поетові й перекладачу. | вул. Чернишевська, 59 (Харківська Спілка письменників України)                                  | 1 червня 2016 р.                                        |
|            | Свічкарьову Олександру Івановичу, герою СРСР. | м-н Конституції, 20                                                                             |                                                         |
|            | Семку Михайлу Федоровичу, видатному вченому, професору, засновнику наукової школи фізики різання. | вул. Кирпичова, 21 (НТУ «ХПІ», кафедра інтегрованих технологій машинобудування ім. М. Ф. Семка) |                                                         |
|            | Сергєєву Володимиру Григоровичу, видатному радянському конструкторові ракетної техніки, почесному громадянину м. Харкова. | вул. Сумська, 36/38                                                                             | 21 серпня 2009 р., ск. Гурбанов С.                      |
|            | Ситнику Микиті Володимировичу, учаснику російсько-української війни. | вул. Бориса Чичибабіна 11                                                                       | 29 серпня 2023 року                                     |
|            | Слаквіну Володимиру Івановичу, учаснику Афганської війни. | вул. Світла, 39А                                                                                | лютий 1989 року                                         |
|            | Сліпому Йосипу, єпископу Української Греко-Католицької Церкви, кардиналу Римо-Католицької Церкви; з 1 листопада 1944 року Митрополиту Галицькому та Архієпископу Львівському, з 23 грудня 1963 року Верховному Архієпископу Львівському — предстоятелю Української Греко-Католицької Церкви. У відкритті взяли участь голови Харківської та Львівської обласних державних адміністрацій Михайло Добкін та Михайло Цимбалюк, голови Харківської та Львівської міських рад Геннадій Кернес та Андрій Садовий. Про Йосипа Сліпого присутнім розповіли доктор історичних наук, професор Українського католицького університету Ярослав Грицак і кандидат історичних наук, доцент кафедри історії України історичного факультету ХНУ ім. В. Н. Каразіна Владислав Майстренко. Раніше у цій будівлі була пересильна тюрма, в якій Йосип Сліпий перебував під час пересилки 1961 року в Сибір. Автор — скульптор Олександр Рідний. До того на ньому ж місці існували дві дошки Йосипу Сліпому, які були знищені. | вул. Зброярська, 5 (Будівля ДАІ Ленінського району м. Харкова)                                  | 22 лютого 2011 року                                     |
|            | Слоніму Петру Львовичу, почесному громадянину Харкова, засновнику та першому директору Харківського палацу піонерів, режисеру дитячих театрів. Автор дошки — скульптор Олександр Рідний. У церемонії відкриття дошки взяли участь заступник харківського міського голови Олександр Кривцов, представники Харківської міськради, народний депутат України Валерій Пасаренко, співробітники, учні і колишні вихованці палацу. | вул. Сумська, 37                                                                                | 22 березня 2012 року                                    |
|            | Слуцкіну Абраму Олександровичу, вченому-радіофізику, дійсному члену АН УРСР. | вул. Михайля Семенка, 14                                                                        |                                                         |
| немає      | Смільському Михайлу Івановичу, який мешкав в цьому будинку. | вул. Авіаційна, 1                                                                               |                                                         |
|            | Сміту Саймону (Кузнецю Семену Абрамовичу), видатному економісту, лауреату Нобелевської премії з економіки. | вул. Алчевських, 44                                                                             | 29 квітня 2011 р.                                       |
|            | Соболю Миколі Олександровичу, директору заводу ім. В. О. Малишева, який жив у цьому будинку в 1939—1941 рр. | вул. Григорія Сковороди, 54                                                                     |                                                         |
|            | Соколовському Олексію Никаноровичу, академіку, фундатору агрономічного ґрунтознавства. | вул. Михайля Семенка, 4                                                                         |                                                         |
|            | Солодовнику Сергію Максимовичу, видатному українському художнику-педагогу, професору, який з 1957 по 1991 рік мешкав та працював у цьому будинку. | вул. Культури, 12                                                                               |                                                         |
|            | Срезневському Ізмаїлу Івановичу, філологу, славісту, історику, палеографу, українському письменнику, який навчався в Харківському університеті з 1826 по 1829. | вул. Університетська, 23                                                                        |                                                         |
|            | Сулімову Павлу Федоровичу, Герою Радянського Союзу | вул. Нескорених, 30                                                                             |                                                         |
|            | Сумцову Миколі Федоровичу, видатному фольклористу, етнографу, літературознавцю і просвітнику. | вул. Університетська, 23                                                                        |                                                         |
|            | Тимошенко Сергія Прокоповича, архітектору, міністру шляхів в урядах УНР. | вул. Мироносицька, 44                                                                           | 29 березня 2018 р.                                      |
|            | Тимченку Йосипу Андрійовичу, винахіднику першого в світі кіноапарата. | проспект Героїв Харкова, 10/12                                                                  | 12 травня 2012 р.                                       |
| немає      | Тичині Павлу Григоровичу. | вул. Культури, 9                                                                                |                                                         |
|            | Тіцу Олексію Олексійовичу. | просп. Науки, 3/7                                                                               |                                                         |
|            | Тольби Веніаміна Савелійовича, українського диригента і педагога | м-н Конституції, 11/13                                                                          |                                                         |
|            | Торбукова Сергія Миколайовича, учасника Афганської війни. | просп. Байрона, 171Б, Харківська гімназія № 82                                                  | 29 травня 2019 року                                     |
|            | Третьякову Роберту Степановичу, українському поетові. | вул. Скрипника, 6                                                                               | 23 листопада 2000 року; ск. О. Огородник                |
|            | Троньку Петру Тимофійовичу, українському історикові і краєзнавцю. | м-н Свободи, 4                                                                                  | 15 липня 2015 року, ск. О. Рідний                       |
|            | Урюпіну Єгору Єгоровичу, Харківському міському голові 1799—1805 рр., одному з засновників Харківського університету. | вул. Римарська, 4                                                                               |                                                         |
|            | Федецькому Альфреду Костянтиновичу. | вул. Сумська, 3                                                                                 |                                                         |
|            | Фісановичу Ізраїлю Іллічу, Герою Радянського Союзу, у роки радянсько-німецької війни командиру підводного човна «М-172» 3-го дивізіону бригади підводних човнів Північного флоту. Дошка встановлена до 70-річчя присвоєння звання Героя Радянського Союзу за сприяння Товариства ветеранів-підводниківім. І. І. Фісановича, Харківського музею Голокосту, ХОК «Дробицький Яр», ХОВ «Мариніст» ВСПМ. На відкритті меморіальної дошки були присутні голова адміністрації Московського району Олег Товкун, представники ветеранських і громадських організацій міста, дипломатичні працівники та представники духовенства. | Салтівське шосе, 63 (вул. Фісановича, 2)                                                        | 3 квітня 2012 року                                      |
|            | Фісановичу Ізраїлю Іллічу, який жив у цьому будинку в довоєнні роки. | вул. Римарська, 23-а                                                                            | 2011 р.                                                 |
|            | Фоміну Юхиму Мойсейовичу, який мешкав у цьому будинку в 1938-1940 роках. | вул. Скрипника, 4                                                                               | 11 грудня 2009 року                                     |
|            | Франку Івану Яковичу, видатному українському письменику, поету, вченому, громадському діячу, якому в цьому будинку була присвоєна ступінь доктора російської словесності. | вул. Університетська, 23                                                                        |                                                         |
|            | Хавкіній Любові Борисівні, українському та російському бібліотекознавцю і бібліографу. | пров. Короленка, 18 (Харківська державна наукова бібліотека імені В. Г. Короленка)              | 24 жовтня 2013 р.                                       |
|            | Хазар'яну Семену Аркадійовичу, Герою Радянського Союзу. | проспект Героїв Харкова, 90                                                                     |                                                         |
|            | Харитонову Дмитру Івановичу, харківському кінопідприємцю. | вул. Сумська, 5                                                                                 |                                                         |
|            | Хвильовому Миколі Григоровичу (Фітільову), українському поетові, прозаїку і публіцисту, який жив у цьому будинку в 1925—1930 рр. | вул. Римарська, 19                                                                              | 1993 р., ск. Якубович С. А.                             |
|            | Хоткевичу Гнату Мартиновичу, українському письменнику, історику, композитору, мистецтвознавцю, етнографу, педагогу, театральному та громадсько-політичному діячу, який у 1895-1900 рр. навчався у цьому будинку. | вул. Кирпичова, 21                                                                              | 6 вересня 1991 року                                     |
|            | Челпану Костянтину Федоровичу, українському інженеру-механіку, етнічному греку; начальнику конструкторського бюро Харківського паровозобудівного заводу, головному конструктору двигуна танка Т-34, який жив у цьому будинку з 1934 по 1937 роки. | вул. Леся Курбаса, 2                                                                            |                                                         |
|            | Червоній Яні Михайлівні, українській громадській та військовій діячці, волонтерці, військовослужбовиці. | Вул. Бориса Чичибабіна 11                                                                       | 7 жовтня 2020 року                                      |
|            | Чинкову Анатолію Федоровичу, Герою Радянського Союзу. | м-н Конституції 2/2                                                                             |                                                         |
|            | Чичибабіна Бориса Олексійовича. Дошка встановлена на будинку, в якому мешкав поет у 1951-1956 роках. (Скульптор: Олексій Володимиров (Київ)). | просп. Науки, 3/7                                                                               | січень 1996 року                                        |
|            | Чорноволу В'ячеславу Максимовичу, голові Народного Руху України, Герою України, який неодноразово брав участь у роботі Харківської обласної організації НРУ у цьому будинку з 1996 по 1999 рік. | просп. Науки, 3/7                                                                               |                                                         |
|            | Шалімову Олександру Олексійовичу, українському хірургу російського походження | вул. Данилевського, 38                                                                          | 13 січня 2015                                           |
|            | Шаповалу Володимиру Івановичу радянському і українському лікарю-урологу, на будинку де він жив. | вул. Михайля Семенка, 25                                                                        | 29 жовтня 2009                                          |
|            | Шестернину Борису Іллічу, Герою Радянського Союзу. | проспект Героїв Харкова, 200\1                                                                  | 20 серпня 2013 р.                                       |
|            | Шестопалову Володимирові Мусійовичу, видатному діячу театрального мистецтва, народному артистові України, який проживав у цьому будинку з 1971 по 2001 рік. | м-н Конституції, 20                                                                             | Травень 2013 р.                                         |
|            | Шпейєра Олександра Пантелійовича, «В цій будівлі у 1960—2002 рр. працював талановитий організатор виробництва, почесний громадянин міста Харкова, директор Харківського державного приладобудівного заводу ім. Т. Г. Шевченка Шпейєр Олександр Пантелійович». | вул. Москалівська, 99                                                                           | 7 жовтня 2008 р.                                        |
|            | Шубникову Льву Васильовичу, видатному вченому-фізику, який проживав у цьому будинку. | вул. Михайля Семенка, 14.                                                                       | 11 жовтня 2004 р.                                       |
|            | В пам'ять виступу російської співачки Шульженко Клавдії Іванівни. | проспект Героїв Харкова, 94 (БК ХЕМЗ)                                                           |                                                         |
|            | Шульженко Клавдії Іванівні, російській співачці. | вул. Володимирська, 45                                                                          |                                                         |
|            | Щукарьову Олександру Миколайовичу, видатному вченому, професору Харківського хіміко-технологічного інституту. | вул. Кирпичова, 21 (хімічний корпус ХПІ)                                                        |                                                         |
|            | Юзькову Леоніду Петровичу, українському правознавцю, засновнику Академії правових наук України, першому голові Конституційного суду України 1992—1995 рр. | вул. Григорія Сковороди, 70                                                                     | 5 березня 2008                                          |
|            | Яворницькому Дмитру Івановичу, українському історику, археологу, етнографу, фольклористу, лексикографу, письменнику, який навчався в Харківському університеті. | вул. Університетська, 23                                                                        |                                                         |

### На честь подій
| Зображення | Текст | Адреса                                                                              | Дата встановлення                 |
|            | На цьому місці було обласне управління НКВД і його внутрішня тюрма. Весною 1940 року рішенням найвищої влади Радянського Союзу НКВД тут убив 3 809 офіцерів війська польського з табору в Старобільську та майже 500 польських громадян привезених з інших тюрем НКВД. Вічна їм пам'ять! Український народ і родини з Польщі. (У заході взяли участь маршал Сейму РП Б. Коморовські, представники дипломатичного корпусу, громадськості та інтелігенції Польщі) | вул. Мироносицька, 2 (Будинок СБУ, облуправління МВС, в радянські часи НКВС та КДБ) | 2 листопада 2008 року             |
|            | На цьому місці 26 жовтня 2001 року при виконанні службових обов'язків героїчно загинув молодший лейтенант міліції Шабельников Олександр Сергійович | вул. Дерев'янка, 44                                                                 |                                   |
|            | У цьому будинку в 1924—1934 рр. знаходилося Генеральне консульство, а у 1934—1937 рр. — Консульство Республіки Польща у Харкові. Останнім консулом у 1936—1937 рр. був Тадеуш Бжезінський, батько видатного американського політика польського походження Збігнєва Бжезінського. | вул. Максиміліанівська, 15                                                          | 22 червня 2015 р., ск. К. Мамедов |
|            | У будинку оперного театру в 1930 р. відбувся Процес Спілки визволення України. | вул. Римарська, 21                                                                  |                                   |
|            | У будинку оперного театру в грудні 1943 р., після визволення Харкова від німців відбувся перший в історії судовий процес над військовими злочинцями. | вул. Римарська, 21                                                                  |                                   |
|            | У цьому будинку 27 лютого 1932 року розпочав свою роботу організаційний комітет — перший виконавчий орган Харківської області. Меморіальну дошку встановлено з нагоди 70-річчя утворення Харківської області. | вул. Сумська, 1                                                                     |                                   |
|            | У цьому будинку 28-31 травня 1925 року відбулась І Всеукраїнська краєзнавча конференція, на якій був утворений Український комітет краєзнавства | вул. Сумська, 37                                                                    |                                   |
|            | Тут на Ващенківській леваді у 1900 році відбулася перша Харківська маївка | вул. Велика Панасівська, 90 (стадіон «Локомотив»)                                   |                                   |
|            | На дошці написано: У цьому будинку у квартирі І. С. Щербака в 1941—1943 рр. була конспіративна явка харківського підпілля і командира підпільно-партизанської групи М. Я. Франкова | пров. Кузнечний, 2                                                                  |                                   |

## Закриті рядном (готуються до демонтажу)
| Зображення | Кому або чому була присвячена                                                             | Адреса              | Дата встановлення | Дата закриття |
|            | Афанасьєву Віктору Андрійовичу, народному артисту України, який працював у цьому будинку. | м-н Конституції, 24 | 15.02.2016        |               |

## Демонтовані, знищені та перенесені до музеїв дошки
| Зображення | Кому або чому була присвячена | Адреса | Дата встановлення                                      | Дата демонтажу       |
|            | Тут під час революції 1905—1907 р.р. відбувались конспіративні збори Харківських більшовиків під керівництвом т. Ф. А. Артема Сергеєва і був розроблений план грудневого збройного виступу Харківських робітників | вул. Академіка Павлова, 46                                                                                               |                                                        |                      |
|            | Бажанову Юрію Павловичу, радянському воєначальнику, маршалу артилерії, який працював у цьому будинку з 1955 по 1973 рік. | м-н Свободи, 2 (Північний корпус ХНУ ім. В. Н. Каразіна)                                                                 |                                                        | 2022                 |
|            | Бажанова Юрія Павловича, радянського воєначальника, маршала артилерії. | вул. Григорія Сковороди, 42 / вул. Чорноглазівська, 1                                                                    |                                                        |                      |
|            | Бакуліну Івану Івановичу, Герою Радянського Союзу. | вул. Алчевських, 44 (ХНТУ сільського господарства ім. П. Василенка)                                                      |                                                        |                      |
|            | Батицького Павла Федоровича, маршала СРСР, на честь якого названа вулиця. | вул. Глобинська, 8 |                                                        |                      |
|            | Батову Володимиру Васильовичу, Герою Радянського Союзу. | вул. Ярослава Мудрого, 6/8                                                                                               | 16 серпня 2013                                         |                      |
|            | Борзенку Сергію Олександровичу, письменника, героя СРСР | Харківська наб., 4 | 8 травня 2013                                          |                      |
|            | Ващенку Григорію Івановичу, українському радянському державному діячу, члену ВКП(б) з 1943 р., депутату Верховної Ради СРСР VII—XII скликань. Саме завдяки Ващенку у Харкові було почато будівництво Харківського метрополітену. Меморіальну дошку встановили з ініціативи колективу харківської підземки та громадських організацій ветеранів війни та праці. В цьому будинк Ващенко мешкав кілька років. | вул. Манізера, 5 | 22 травня 2008 року                                    |                      |
|            | Вернадському Володимиру Івановичу, українському філософу, природознавцю і мислителю, академіку, який навчався в цьому будинку, в першій чоловічій гімназії у 1873—1876 рр. | проспект Героїв Харкова, 24                                                                                              | Замінена на нову                                       |                      |
|            | Галана Ярослава Олександровича, українського письменника | вул. Культури, 9 |                                                        |                      |
|            | Гамарника Яна Борисовича, радянського партійного та військового діяча. | пров. Подільський |                                                        |                      |
|            | Гмирі Бориса Романовича, народного артиста СРСР | м-н Конституції, 11/13                                                                                                   |                                                        |                      |
|            | Дерев'янка Олексія Якимовича — Героя Радянського Союзу, який загинув в 1943 році при взятті Харкова радянськими військами. | просп. Науки, 92 |                                                        |                      |
|            | Доватора Лева Михайловича — вулиця названа на честь Героя Радянського Союзу, який загинув в 1941 році. | вул. Валерія Романовського, 17                                                                                           |                                                        |                      |
|            | Дунаєвському Ісаку Осиповичу, видатному радянському композиторові, який жив у цьому будинку в 1923—1924 рр. | вул. Ярослава Мудрого, 24                                                                                                |                                                        |                      |
|            | Ефросу Анатолію, видатному режисерові, який народився і проживав у цьому домі. | вул. Потебні, 14 | 2015 р., арх. М. Ятченко                               |                      |
|            | Марії Єщенко, лаурета міжнародного конкурса піаністів | м-н Конституції, 11/13                                                                                                   |                                                        |                      |
|            | Карбишеву Дмитру Михайловичу, генерал-лейтенанту інженерних військ, Герою Радянського Союзу. | Гімназійна наб., 1 | Ск. С. Ястребов, 1989 р.                               |                      |
|            | Конєву Івану Степановичу, радянському воєначальнику, маршалу Радянського Союзу (1944), двічі Герою Радянського Союзу, Герою ЧССР, Герою МНР. | м-н Свободи, 2 (Північний корпус Харківського університету ім. Каразіна)                                                 | 2022                                                   |                      |
|            | Конєва Івана Степановича, видатного воєначальника, маршала, під командуванням якого в 1943 р. Харків було зайнято радянськими військами. | Гончарівський бульвар, 2                                                                                                 |                                                        |                      |
|            | Малиновського Родіона Яковича, маршала Радянського Союзу, двічі Героя Радянського Союзу, міністра оборони СРСР. | вул. Благовіщенська, 25 / вул. Зброярська, 4                                                                             |                                                        |                      |
|            | В пам'ять виступу Маяковського Володимира Володимировича, російського поета, громадського діяча в будинку Громадської бібліотеки (нині Харківська державна наукова бібліотека імені В. Г. Короленка), 14 грудня 1913 р. | пров. Короленка, 18 |                                                        |                      |
|            | Мільнеру Рафаїлу Ісайовичу, Герою Радянського Союзу. | проспект Героїв Харкова, 27                                                                                              |                                                        | 27.02.2025           |
|            | Нефьодову Анатолію Івановичу, Герою Радянського Союза. | м-н Захисників України, 1                                                                                                |                                                        | 13.02.2025           |
|            | Островському Миколі Олексійовичу, радянському письменникові. | вул. Григорія Сковороди, 80 (Інститут патології хребта та суглобів імені Михайла Ситенка Академії медичних наук України) |                                                        | січень 2019          |
|            | Палладіну Олександру Володимировичу, видатному вченому, академіку, засновникові української школи біохіміків. | просп. Науки, 4 |                                                        |                      |
|            | Рибалка Павла Семеновича, радянського маршала на честь якого названа вулиця. | вул. Бригади Хартія, 20                                                                                                  |                                                        |                      |
|            | Ряппо Яну Петровичу, державному діячеві, педагогу і освітянину. | вул. Алчевських, 29 (Харківський національний педагогічний університет імені Григорія Сковороди)                         |                                                        |                      |
|            | Слатіна Іллі Ілліча, засновника Харківської консерваторії | м-н Конституції, 11/13                                                                                                   |                                                        |                      |
|            | Сліпому Йосипу, єпископу Української Греко-Католицької Церкви, кардиналу Римо-Католицької Церкви; з 1 листопада 1944 року Митрополиту Галицькому та Архієпископу Львівському, з 23 грудня 1963 року Верховному Архієпископу Львівському — предстоятелю Української Греко-Католицької Церкви. Встановлена під час з'їзду Світового конґресу українців.. Автор — харківський художний Валерій Бондарь. | вул. Зброярська, 5 | 2005 рік                                               | 2008 рік             |
|            | Сліпому Йосипу, єпископу Української Греко-Католицької Церкви, кардиналу Римо-Католицької Церкви; з 1 листопада 1944 року Митрополиту Галицькому та Архієпископу Львівському, з 23 грудня 1963 року Верховному Архієпископу Львівському — предстоятелю Української Греко-Католицької Церкви. Дошка була відновлена за кошти Спілки української молоді та Фонду Гната Хоткевича. Була відновлена у початковому вигляді. У 2010 р. Дзержинський районний суд Харкова прийняв до розгляду позов громадської організації «Велика Русь» про незаконність встановлення меморіальної дошки — і задовольнив його. Дошку було знищено в середині листопада на вимогу та за участю організації «Велика Русь». | вул. Зброярська, 5 | 2008 рік                                               | листопад 2010 року   |
|            | Федецькому Альфреду Костянтиновичу, фотографу і оператору, який 2 грудня 1896 р. провів перший публічний кіносеанс в будівлі оперного театру (нині Харківська обласна філармонія). | вул. Римарська, 21 |                                                        |                      |
|            | Фісановича Ізраїля Ілліча, на честь якого названо вулицю. | вул. Івана Камишева, 21 (вул. Фісановича, 5)                                                                             |                                                        |                      |
|            | Халтуріна Степана Миколайовича, організатора рос. «Северного союза русских рабочих». | вул. Ахієзерів, 9 |                                                        |                      |
|            | Чичибабіна Бориса Олексійовича. Дошка була встановлена на будинку, в якому мешкав поет у 1968-1994 роках. У липні 2024 року демонтована Адміністрацією Немишлянського району як така, що виконана недержавною мовою. | вул. Каденюка, 9-А | січень 1998                                            | Липень 2024          |
|            | В пам'ять виступу російського співака Шаляпіна Федора Івановича в приміщенні Народного дому. | проспект Героїв Харкова, 94 (БК ХЕМЗ)                                                                                    |                                                        |                      |
|            | В цьому будинку, який належав відомому професору-отоларингологу С. Г. Сурукчі, на початку XX століття відбувались зустрічі харківської інтелігенції. В 1903-16 рр. у цих зустрічах брав участь оперний співак із світовим ім'ям Федір Іванович Шаляпін | вул. Садова, 7 | 2004                                                   |                      |
|            | Шевельову Юрію Володимировичу. Дошка була виготовлена і встановлена на кошти харків'ян. | вул. Сумська, 17 | 3 вересня 2013 року, Ск. Демченко О., ескіз Бондаря В. | 25 вересня 2013 року |
|            | Шелесту Денису Андрійовичу, Герою Радянського Союзу. | проспект Героїв Харкова, 15                                                                                              | 19.08.2013                                             | 12.10.2014           |
|            | Шелесту Денису Андрійовичу, Герою Радянського Союзу. | проспект Героїв Харкова, 15                                                                                              | 2014                                                   | 27.02.2025           |
|            | В цьому будинку у 1917 році містився Харківський комітет РСДРП(б) та редакція газети «Пролетарій» | вул. Клочківська, 57 |                                                        |                      |
|            | На честь засідань 1-го та 2-го підпільного партійного комітета і Ревкому | вул. Клочківська, 37 |                                                        |                      |
|            | На цьому місці 25 червня 1919 року в боях за владу рад і комуністичну партію героїчно загинув екіпаж броньовика ім. тов. Артема /Сергеєва/ автоброньового дивізіону спеціального призначення при раднаркомі УРСР. Вічна слава героям великого жовтня. | м-н Конституції, 7 |                                                        |                      |
|            | У цьому будинку у 1941 р. містився штаб народного ополчення трудящих харків'ян. | м-н Конституції, 7 |                                                        |                      |
| немає      | рос. В этом здании находился в 1918 г. подпольный губернский революционный комитет | Бурсацький узвіз, 4 |                                                        |                      |
|            | На дошці написано: рос. Указом президиума Верховного Совета СССР Южная Железная дорога 4 июля 1969 года за высокие производственные успехи и в связи со 100-летием со дня основания награждена Орденом Ленина | вул. Євгена Котляра, 7 (Управління Південної залізниці)                                                                  |                                                        |                      |
|            | У цьому будинку в 1919 р. розміщався Харківський штаб ЧОП. | вул. Полтавський Шлях, 13/15 (Харківський обласний військовий комісаріат)                                                |                                                        |                      |
|            | На дошці написано: рос. Киноконцертный зал «Украина» построен в 1960-1963 г.г. по проекту, разработанному ГПИ «Харьковский Промстройпроект» и ХФ «Гипроград». Авторы проекта: архитекторы – В. Васильев, Ю. Плаксиев, В. Реусов, инженер Л. Фридган, коллективами УНР-427 – нач. Г. Марковский, прораб А. Роев; бригадиры – Н. Кукленко, Е. Карабута, И. Нефедов, М. Левченко; ХСУ-3 – нач. Безунов, прораб Ф. Рубанов, бригадир В. Беседин; УНР-431 – нач. С. Лев, прораб – Г. Эпштейн, бригадир – Т. Кокайло; ХСУ-401 – нач. Б. Прокудов, бригадир – П. Петров; ХСУ-508, 402, заводов ЖБК-4, «Харпластмас», Торгового оборудования, Обл. отдела кинофикации и других предприятий. | вул. Сумська, 35 (ККЗ «Україна»)                                                                                         |                                                        |                      |
|            | На дошці написано: рос. Южная Железная Дорога. История дороги берёт своё начало от 6 июля 1869 г., когда в г. Харьков прибыл из Курска первый поезд. Сначало это была Курско-Харьково-Севастопольская железная дорога, а объединившись с Харьково-Николаевской в 1907 г., стала называться Южные железные дороги. В неё входили участки: Курск-Севастополь, Харьков-Николаев, Белгород-Купянск, Мерефа-Ворожба, Полтава-Лозовая-Никитовка, Константиновка-Ясиноватая, Краматорская-Попасная, Николев-Джанкой-Керчь и другие ветви общей протяжённостью более 3 000 вёрст. Нынешнее название Южной она получила в 1934 г. В период войны магистраль была значительно разрушена, однако для победы сыграла важную роль, за что награждена красным знаменем государственного комитета обороны. В современных границах ЮЖД образована в феврале 1992 г. и проходит по территории Харьковской, Полтавской, Сумской, Черниговской, Кировоградской и Луганской областей, являясь бойким перепутьем дорог с запада на восток и с севера на юг. | вул. Євгена Котляра, 7 (Управління Південної залізниці)                                                                  |                                                        |                      |
|            | На дошці написано: рос. Это здание построено в 1912-1914 годах по проекту архитектора Дмитриева А.И. взято под охрану государства и является памятником архитектуры начала XX века. /Из решения Харьковского облисполкома № 334 от 30.04.1980 года./ | вул. Євгена Котляра, 7 (Управління Південної залізниці)                                                                  |                                                        |                      |
|            | В цьому будинку розміщувалася 1946—1992 рр. військова інженерна радіотехнічна орденів Жовтневої Революції і Вітчизняної війни академія протиповітряної оборони імені маршала Радянського Союзу Говорова Л. О. | м-н Свободи, 2 (Північний корпус ХНУ ім. В. Н. Каразіна)                                                                 |                                                        |                      |
|            | На дошці написано: рос. Первый рабочий дом России ныне Дворец Культуры «Металлист» построен в 1909 года на средства рабочих | вул. Георгія Тарасенка, 77 (ПК «Металіст»)                                                                               |                                                        | 13.02.2025           |